# Rigmor Jerichau
Rigmor Jerichau (6. juni 1887 på Frederiksberg – 3. september 1960) var en dansk skuespillerinde der medvirkede i en række stumfilm fra 1908 til 1921.
Hun var gift med luftfartsdirektøren og billedhuggeren Willie Wulff.

## FIlmografi
| - Hans og Trine (ukendt instruktør; 1908) - Gammel Kærlighed ruster ikke (ukendt instruktør; 1909) - Paul Wangs Skæbne (instruktør Viggo Larsen; 1909) - Den ny Huslærer (ukendt instruktør; 1910) - Kean (instruktør Holger Rasmussen; 1910) - Den hvide Slavehandel (instruktør August Blom; 1910) - En Bortførelse (ukendt instruktør; 1910) - Hvem er hun? (instruktør Holger Rasmussen; 1910) - To Tjenestepiger (som pigen fra landet; ukendt instruktør; 1910) - Tyven (ukendt instruktør; 1910) - Sangerindens Diamanter (instruktør Viggo Larsen; 1910) - Kunstnerlykke (ukendt instruktør; 1910) - Tullemands Frieri (ukendt instruktør; 1910) - Fødselsdagsgaven (ukendt instruktør, DK, 1910) - Den skæbnesvangre Opfindelse (instruktør August Blom, DK, 1910) - De to Medbejlere (ukendt instruktør, DK, 1910) - Den stjaalne Politibetjent (ukendt instruktør, DK, 1910) - Den heldige Bananmand (ukendt instruktør, DK, 1910) - Dødsflugten (instruktør Eduard Schnedler-Sørensen; 1911) - Det mørke Punkt (instruktør August Blom; 1911) - Herr Storms første Monocle (instruktør August Blom; 1911) - Operationsstuens Hemmelighed (instruktør William Augustinus; 1911) - Hendes Ære (instruktør August Blom; 1911) | - Sønnen fra Rullekælderen (ukendt instruktør; 1911) - Spilopmageren (ukendt instruktør; 1911) - Hamlet (instruktør August Blom; 1911) - Eksplosionen i den store Kulgrube (instruktør Viggo Larsen; 1911) - Lad være at blinke (instruktør William Augustinus, DK, 1911) - Jernbanens Datter (instruktør August Blom; 1912) - Damernes Blad (instruktør August Blom; 1912) - Et moderne Ægteskab (instruktør Leo Tscherning; 1912) - Den Undvegne (instruktør August Blom; 1912) - Den store Flyver (instruktør Urban Gad; 1912) - Scenens Børn (instruktør Bjørn Bjørnson; 1913) - Skaf mig en Kæreste (instruktør Lau Lauritzen Sr.; 1921) - Sherlock Holmes i Bondefangerklør (ukendt instruktør) - En kriminel Historie (instruktør Lau Lauritzen Sr.) - Medbejlerens Hævn (ukendt instruktør) - Spaakonens Datter (instruktør August Blom) - Ruth (ukendt instruktør) - Svigermoder kommer (ukendt instruktør) - Skarpretterens Søn (ukendt instruktør) - Frelserpigen (instruktør William Augustinus) - En Børneven (instruktør Eduard Schnedler-Sørensen) - Den uundgaaelige Jensen (instruktør William Augustinus) |